# Geralt de Riv
Geralt de Riv (en polonais : Geralt z Rivii) est un personnage de fiction, protagoniste principal de la série de romans et nouvelles Le Sorceleur (Wiedźmin) de l’auteur polonais Andrzej Sapkowski.

## Biographie fictive

### Dans les livres
Dans les livres de Sapkowski, les sorceleurs sont des chasseurs de monstres ayant reçu un entraînement spécial et dont l’organisme a subi des mutations à un âge précoce pour les doter de pouvoirs surnaturels afin qu’ils puissent éliminer des créatures extrêmement dangereuses et survivre à cette rencontre. Ces mutations  passent par l’herboristerie, la consommation de potions magiques ou l’inoculation de virus. Elles leur confèrent force, réflexes, dextérité, régénération, ainsi que la capacité de contracter leurs pupilles à volonté — leurs offrant ainsi la nyctalopie. Ils sont aussi immunisés au poison et aux maladies. Cependant, ils sont stériles et la rumeur populaire les décrit, à tort, comme dénués d’émotions.
Dans les romans, Geralt, le personnage central, est décrit comme l’un des meilleurs sorceleurs au monde. Durant sa jeunesse, il a mieux résisté aux mutations que la majorité des autres enfants, ce qui fit que l’on testa sur lui des changements encore plus dangereux. Du fait de ces procédures supplémentaires, Geralt perdit toute coloration du corps. En raison de sa peau pâle et de ses cheveux blancs, il est aussi connu sous le nom de « Loup Blanc », « Gwynbleidd » dans le langage Ancien.
Les jeunes sorceleurs furent encouragés à se donner un surnom par maître Vesemir, afin de paraître plus crédibles : son premier choix fut Geralt Roger Eric du Haute-Bellegarde, mais il fut rejeté par Vesemir, jugé trop prétentieux : c’est pourquoi, en dépit de son nom, Geralt ne vient pas de Riv (une cité des Royaumes du Nord) — quoiqu’il ait appris à en imiter l’accent. Plus tard, il héritera du surnom de « Boucher de Blaviken ».
Geralt vit dans un univers ambigu moralement, cependant il parvient à maintenir un code d’éthique cohérent. L’univers fantasy dans lequel ses aventures ont lieu s’inspire beaucoup de l’histoire polonaise et la mythologie slave.
Geralt est le fils de la sorcière Visenna et — probablement — d'un guerrier nommé Korin. Peu après sa naissance, Geralt fut abandonné par sa mère à Kaer Morhen, le fort des sorceleurs. Geralt a survécu à de nombreuses mutations durant l’Épreuve des Herbes, grâce auxquelles il a acquis des facultés physiques et mentales quasiment surhumaines — incluant vitesse, endurance, force, réflexes, sens améliorés et régénération — aux effets collatéraux minimes. Pour tout cela, il fut l’un des quelques sélectionnés pour des ajouts supplémentaires auxquels lui seul survécut, y perdant tout coloration du corps. Après avoir terminé son entraînement de sorceleur, il reçut le médaillon du Loup, symbole de Kaer Morhen, et partit sur les routes sur le dos d'un cheval nommé Gardon (Płotka en polonais) pour devenir un mercenaire chasseur de monstres.
Même si Geralt ne croit pas au destin, il réclama — invoquant inconsciemment le « Droit de Surprise » — l’enfant à naître de la princesse Pavetta et de son mari Duny en récompense de ses services. Comme l’enfant se révéla être une fille, il ne la prit pas. Cependant, destin ou sort aveugle firent se rencontrer Geralt et Ciri (de son nom véritable Cirilla Fiona Ellen Riannon), l’enfant de la princesse, par trois fois. Après la mort de sa grand-mère la reine Calanthe, Geralt finit par s’occuper de la jeune fille et l’aimer comme sa propre fille. Son meilleur ami est Jaskier, un barde réputé. L’amour de sa vie est la magicienne Yennefer, liée à sa vie depuis leur mésaventure décrite dans la nouvelle Le dernier voeu issue du recueil éponyme.

### Dans les jeux vidéo du studio CD Projekt
Les aventures de Géralt continuent dans une série de jeux vidéo non-canonique du studio polonais CD Projekt.
Supposément tué d'un coup de fourche pendant un pogrom par une foule enragée à la fin de la Saga du Sorceleur, Geralt est retrouvé inconscient par Vesemir et Eskel, et à son réveil il s'avère qu'il n'a aucun souvenir. Ils l'amènent à Kaer Morhen peu avant que la citadelle des Sorceleurs ne subisse une nouvelle attaque la laissant encore plus vulnérable. La série de jeux se compose de deux éléments principaux, le premier étant l'exploration du monde et le travail de Sorceleur de Geralt, qui consiste à accepter divers contrats et quêtes pour éliminer des monstres menaçant les habitants des régions traversées, et le second étant l'intrigue servant de fil conducteur à chaque épisode.
Au fil de ceux-ci, il est d'abord en quête de ses souvenirs perdus, puis tâche de se disculper d'une série d'assassinats de têtes couronnées dont il est accusé par erreur, pour enfin se lancer à la poursuite, respectivement, de la sorcière Yennefer à laquelle il est lié par le destin, et de Ciri, sa protégée. Les trois jeux se basent en outre sur de complexes intrigues politiques dans lesquelles Geralt est souvent impliqué malgré lui, intrigues opposant diverses factions, royaumes et empire se disputant la domination des régions nord du continent par la force ou par des manipulations plus subtiles. Les choix effectués par le joueur dans chacun des épisodes peuvent avoir des conséquences plus ou moins importantes sur le ou les suivants — comme par exemple la réapparition d'un personnage non-joueur que Geralt aura aidé précédemment —, les opus 2 et 3 permettant d'importer les sauvegardes finales du précédent jeu ou, en leur absence, de résumer les décisions que le joueur aurait prises en répondant à une série de questions.
Les jeux abordent en outre les relations sentimentales de Geralt, principalement avec les sorcières Yennefer et Triss, dont le joueur peut choisir de se rapprocher ou s'éloigner, et donne une suite à ses amitiés, alliances, inimitiés et conflits avec de nombreux personnages de la série de livres.
Bien que l'âge de Geralt ne soit jamais explicitement indiqué dans les livres, on apprend au début du jeu The Witcher 3: Wild Hunt que Geralt serait âgé d'un peu moins de cent ans, ce qui laisse supposer que son année de naissance se situe aux alentours de 1171-1172 dans la chronologie de son univers.

## Analyse littéraire et accueil
Geralt est décrit comme emblématique de l’esprit populaire polonais « néolibéral antipolitique » des années 1990. Il est un professionnel, effectuant son devoir et ne désirant pas se mêler des querelles des politiques. Marek Oramus a comparé Geralt au personnage de Raymond Chandler, Philip Marlowe. En 2012, GamesRadar+ l’a classé 6e meilleur héros de l’histoire du jeu vidéo.
Geralt de Riv n'est pas sans rappeler le personnage Elric de Melniboné créé dans les années 1960 par l'écrivain anglais Michael Moorcock . La conjonction des sphères et la notion de chaos tels qu'on les retrouve dans la saga du sorceleur nous rappelle l’idée du Multivers ou même le chaos source de magie, deux thèmes récurrents dans la saga des champions éternels  développé dans l’univers heroic fantasy de Michael Moorcock.
Comme Geralt, Elric est un albinos rejeté par les autres, il est lui aussi un guerrier magicien utilisant potions et autres drogues lorsqu'il s'agit de se lancer au combat. Les deux héros ont pour lieu de naissance une forteresse en ruine, vestige du déclin d'une civilisation.
Geralt et Elric ont également tous deux le surnom de « Loup Blanc ».

## Autres apparitions
Jeux vidéo
Geralt de Riv est le personnage principal et jouable de la série de jeux The Witcher du studio polonais CD Projekt dont l'histoire se déroule après les livres. Il est interprété par Jacek Rozenek dans la version polonaise et par Doug Cockle dans la version anglaise. Il est également à noter qu'Andrzej Sapkowski ne considère pas l’histoire des jeux comme canonique.
- Listes des jeux CD Projekt dans lesquels Geralt de Riv apparaît :
  - The Witcher (2007)
  - The Witcher 2: Assassins of Kings (2011)
  - The Witcher 3: Wild Hunt (2015)
  - The Witcher 3: Wild Hunt – Hearts of Stone (2015)
  - The Witcher 3: Wild Hunt – Blood and Wine (2016)
  - Thronebreaker: The Witcher Tales (2018).

Geralt de Riv est un personnage jouable du jeu de combat SoulCalibur VI (2018) et apparaît lors d'un évènement du jeu Monster Hunter: World (2017).
Film
Michał Żebrowski interprète Geralt de Riv dans l'adaptation polonaise The Hexer (2001).
Télévision
Michał Żebrowski interprète Geralt de Riv dans l'adaptation polonaise The Hexer (2002).
Henry Cavill interprète Geralt de Riv dans les saisons 1 à 3 de la série The Witcher (2019-) de Netflix. Il sera remplacé par Liam Hemsworth à partir de la saison 4.
Le personnage de Geralt de Riv apparaît dans le film d'animation The Witcher : Le Cauchemar du loup (2021), préquel à la série Netflix. il est doublé par Harry Hissrich en version originale et Fanny Bloc en version française.